# Мир Божий
Мир Божий (лат. Pax  Dei или Treuga Dei, Trewa Dei, Trêve de Dieu, Gottesfriede) — в Средние века прекращение междоусобий в известные, освященные воспоминаниями о событиях из жизни Христа дни недели (с вечера среды до утра понедельника), кроме того — в важнейшие праздники, с их октавами и вигилиями (вечерни предыдущих дней), а также в назначенные церковью для размышления и молитвы времена сочельника и поста.
Нарушение Мира Божьего каралось штрафами, доходившими до конфискации имущества, отлучением от церкви и даже телесными наказаниями.
В Мир Божий включены были и церкви, монастыри, капеллы и др., далее предметы, необходимые для земледелия, клирики, путешественники и женщины.
Впервые Мир Божий был введен в Бургундии клюнийскими монахами. Во Франции он в 1041 году был установлен для всего клира; позже его ввели в Италии, Испании, Англии и Германии. Урбан II на церковном соборе в Клермоне в 1095 году провозгласил Мир Божий обязательным для всего христианства; он позже был принят в каноническое право и в 1179 году утвержден как всеобщее церковное правило.
С прекращением великого церковного движения XI—XII вв. Мир Божий был забыт и на место его стал так называемый земский Мир.
Следы Божьего Мира встречаются и в истории Древней Руси; так, Мономах уговаривает князей русских не проливать христианской крови в великий пост (см. В. Н. Лешков, «О древней русской дипломатии», 1847).